# Лавруссия
Лавруссия (Еврамерика-Лавразия) — палеозойский суперконтинент, который образовался в результате коллизии Северо-Американской (древний континент Лаврентия) и Восточно-Европейской (древний континент Балтика) платформ во время каледонского орогенеза.

## Название
Известны также названия Каледония, «Древний красный материк» (англ. Old Red Continent), «материк Древнего красного песчаника» (Old Red Sandstone Continent).

## Экология
В эпоху, совпавшую с образованием Лавруссии, растительность впервые вышла из океана и начала покрывать голую до той поры сушу. Именно на севере Лавруссии (располагавшемся тогда на экваторе) в девоне появились первые леса (фактически сначала огромные тропические болота), в дальнейшем превратившиеся в древнейшие залежи каменного угля на севере Канады, в Гренландии и в Скандинавии.

## Эволюция континента
К началу пермского периода завершилось смыкание Лавруссии с Сибирью – образовалась Лавразия, и смыкание Лавразии с Гондваной – образовалась Пангея II.